# Ismaël Doukouré
Pour les articles homonymes, voir Doukouré.
Ismaël Doukouré, né le 24 juillet 2003 à Lille, est un footballeur français qui évolue au poste de défenseur central au RC Strasbourg.

## Biographie
Ismaël Doukouré est né à Lille, et grandit dans le quartier du Boulevard de Metz. Il commence à jouer au football dès l'âge de 6 ans, au sein du club de Wazemmes.

### Carrière en club

#### Formation dans le Nord
Après une année au Lille Wazemmes, Doukouré suit son frère à l'Iris Club de Lambersart où il reste deux ans avant d'intégrer le centre de formation du Lille OSC, après avoir joué deux matchs contre les Dogues, suivant là encore son grand frère.
Si Ismaël effectue l'essentiel de sa formation à Lille, il quitte le club avant de signer son contrat aspirant, rejoignant le Valenciennes FC en moins de 15 ans, le joueur et son entourage faisant le pari d'une plus rapide réussite sportive dans un plus modeste club de Ligue 2.
L'avenir semble lui donner raison puisqu'il s'impose comme un des plus grands espoirs du club et signe dès ses 16 ans son premier contrat professionnel avec Valenciennes, le liant au club jusqu'en juillet 2023,. Plusieurs grands clubs européens s'étaient alors déjà manifestés pour signer le jeune défenseur au talent précoce, du FC Barcelone à la Juventus, en passant par l'AS Rome, l'Atalanta Bergame, le Hertha Berlin ou encore le Benfica.

#### Valenciennes FC
Doukouré fait ensuite ses débuts professionnels le 17 octobre 2020, titularisé lors d'un match au score nul et vierge contre le FC Sochaux en Ligue 2.

#### RC Strasbourg
Le 29 janvier 2022, il s'engage en faveur RC Strasbourg pour une durée de 4 ans et demi (juin 2026). Il fait sa première apparition le 7 mai 2022 lors d'une rencontre contre le Stade brestois 29 comptant pour la 36e journée de Ligue 1.
En 2024, Ismaël Doukouré a participé à 8 des 9 matchs de Ligue 1, réalisant une passe décisive mais n'inscrivant aucun but. Il a rejoignt le Strasbourg pour 1,5 million d'euros, maintenant, sa valeur marchande est de 10 millions d'euros.

### Carrière en sélection
En mars 2021 — après une année quasiment vierge de match en sélections juniors à cause du Covid-19 — Doukouré est convoqué une première fois en équipe des moins de 19 ans. Si les rencontres officielles de la sélection ont été suspendues à cause du Covid-19, Doukouré a tout de même l'occasion de porter le maillot des moins de 19 ans lors d'un match amical contre l'AJ Auxerre, titularisé en défense centrale aux côtés de Timothée Pembélé lors de cette défaite 3-2 contre l'équipe professionnelle (des joueurs comme Le Bihan et Dugimont sont notamment buteurs côté auxerrois).
Le 30 juin 2021, il est appelé avec l'équipe de France olympique pour disputer les Jeux olympiques 2020 qui se déroulent à l'été 2021 à Tokyo,. Le 2 juillet, il est retenu dans la liste des vingt-un joueurs Français sélectionnés par Sylvain Ripoll pour disputer les Jeux olympiques d'été de 2020. Il joue son premier match en équipe de France olympique le 16 juillet 2021, remplaçant Pierre Kalulu à la 79e minute d'un match amical contre la Corée du Sud : alors qu'ils sont menés un à zéro à son entrée, les Français remportent finalement la rencontre deux buts à un.
En juin 2025, il est sélectionné pour participer à l'Euro espoirs. 

## Statistiques
| Saison                | Club                  | Championnat           | Championnat | Championnat | Coupe(s) nationale(s) | Coupe(s) nationale(s) | Total | Total |
| Saison                | Club                  | Division              | M.          | B.          | M.                    | B.                    | M.    | B.    |
| 2020-2021             | Valenciennes FC       | Ligue 2               | 19          | 0           | 3                     | 0                     | 22    | 0     |
| 2021-2022             | Valenciennes FC       | Ligue 2               | 9           | 0           | 2                     | 1                     | 11    | 1     |
| Sous-total            | Sous-total            | Sous-total            | 28          | 0           | 5                     | 1                     | 33    | 1     |
| 2021-2022             | RC Strasbourg         | Ligue 1               | 1           | 0           | -                     | -                     | 1     | 0     |
| 2022-2023             | RC Strasbourg         | Ligue 1               | 28          | 1           | 1                     | 0                     | 29    | 1     |
| 2023-2024             | RC Strasbourg         | Ligue 1               | 22          | 0           | 2                     | 0                     | 24    | 0     |
| 2024-2025             | RC Strasbourg         | Ligue 1               | 31          | 1           | 1                     | 0                     | 32    | 1     |
| Sous-total            | Sous-total            | Sous-total            | 82          | 2           | 4                     | 0                     | 86    | 2     |
| Total sur la carrière | Total sur la carrière | Total sur la carrière | 110         | 2           | 9                     | 1                     | 119   | 3     |